# Celleporina perplexa
Celleporina perplexa är en mossdjursart som först beskrevs av Harmer 1957.  Celleporina perplexa ingår i släktet Celleporina och familjen Celleporidae. Inga underarter finns listade i Catalogue of Life.